# BD−08°2823
BD−08°2823 — звезда, которая находится в созвездии Секстант на расстоянии около 155 световых лет от Солнца. Вокруг звезды обращается, как минимум, две планеты.

## Характеристики
BD−08°2823 является чрезвычайно активной звездой, имеющей массу 0,74 солнечной. Она принадлежит к классу оранжевых карликов. Возраст звезды оценивается приблизительно в 4,5 млрд лет.

## Планетная система
В декабре 2009 года группой астрономов было объявлено об открытии двух планет в системе: BD−08°2823 b и BD−08°2823 c. Обе планеты представляют собой газовые гиганты, обращающиеся на малом расстоянии вокруг родительской звезды. Подобные условия позволяют причислить их классу так называемых горячих юпитеров. Наличие планетарных объектов у звезды, имеющей мощную хромосферную активность, представляет огромный интерес для науки: ведь на данный момент взаимодействие активной звезды и её планет плохо изучено и является новой главой в планетологии.